# Lepidobolus preissianus
Lepidobolus preissianus är en gräsväxtart som beskrevs av Christian Gottfried Daniel Nees von Esenbeck. Lepidobolus preissianus ingår i släktet Lepidobolus och familjen Restionaceae.

## Underarter
Arten delas in i följande underarter:
- L. p. preissianus
- L. p. volubilis